# Axelle Red
Pour les articles homonymes, voir Red.
Fabienne Demal, dite Axelle Red, est une auteure-compositrice-interprète belge, née le 15 février 1968 à Hasselt dans la province du Limbourg. Au début de sa carrière musicale, elle a également utilisé les pseudonymes Fabby et Axelle.
De langue maternelle néerlandaise, elle écrit et chante essentiellement en français et en anglais, mais aussi en espagnol.
Elle a vendu plus de cinq millions de disques dans le monde.

## Biographie

### Origines familiales
Son père, Roland Demal, est avocat et échevin à Hasselt pour le parti libéral flamand Open-VLD.

### Études et émergence sur la scène artistique
En 1983, âgée de quatorze ans, Fabienne Demal sort son premier 45 tours, Little girls, qu'elle signe du diminutif « Fabby ». En face B se trouve la version instrumentale du même titre. Sur la pochette aux couleurs rose saumon, on peut voir la jeune artiste, assise par terre, contemplant une poupée de chiffons, d’un air triste. Ce single lui permet de se faire connaître chez elle, en Belgique ; même s'il ne rencontre qu'un succès d'estime, il entre tout de même au hit parade belge.
Deux ans plus tard, c'est sous le pseudonyme d'Axelle (choisi d'après le prénom Axel de son voisin) qu'elle sort son deuxième single intitulé Back to Tokyo, il s’agit d’une chanson d’amour du style populaire courant dans les années 1980, avec en face B Dancing all over the world. Sur la pochette de ce deuxième disque, on peut voir la chanteuse allongée par terre, entourée de petites peluches, et serrant dans ses bras un ourson. Un clip vidéo, tourné à la terrasse d'un café, dans une gare et un aéroport, est réalisé à très faible budget pour le titre Back to Tokyo.
Elle se fait connaître en Belgique francophone dès 1989 avec son single Kennedy Boulevard, toujours sous le nom d'Axelle, suivi de Aretha et moi en 1991,,. Elle est l'une des interprètes de la chanson caritative On a toujours quelqu'un avec soi au bénéfice du Télévie, tout comme Nathalie Pâque, Benny B, Claude Barzotti, Frank Michael, le Grand Jojo, Jeff Bodart, Muriel Dacq, Philippe Swan, Sandra Kim, etc..
Elle effectue des études de droit. Elle adopte alors le nom de scène d'Axelle Red, d'après sa chevelure qu'elle se teint de plus en plus roux depuis ses 20 ans (en anglais « red » signifiant « rouge »). Un autre single sort ensuite : Elle danse seule en 1992 qui rencontre aussi le succès en Belgique,.
Après l'obtention de son diplôme en Droit à la Vrije Universiteit Brussel en 1993, elle signe avec le label Virgin Benelux, son premier album sort en 1993, Sans plus attendre, composé de douze titres. Les singles Sensualité, Je t'attends et Le Monde tourne mal permettent au disque de rencontrer le succès en Suisse, au Canada, en Belgique et en France. L'album s'écoule au total à 550 000 exemplaires, dont environ 150 000 en Belgique.

### Deuxième partie des années 1990
L’album suivant, À tâtons, est enregistré à Memphis en 1996 avec Steve Cropper et Isaac Hayes. Il est commercialisé le 21 octobre de cette année-là. Grâce à des titres comme Ma prière, À quoi ça sert ? et Rester femme, l'album reçoit un « Platinum award » pour plus d'un million d'exemplaires vendus en Europe, dont plus de 630 000 en France. Un an plus tard, elle foule pour la première fois la scène de l'Olympia à Paris.
Depuis 1997, elle est ambassadrice du Fonds des Nations unies pour l'enfance, soutenant les droits des femmes et des enfants dans les régions en guerre et les pays en voie de développement. La même année, elle entame un combat contre les mines antipersonnel lors de la convention d'Ottawa et rencontre, en Haïti, des enfants mis en prison dans des conditions déplorables sans le moindre procès. Le titre À quoi ça sert est choisi par Alain Corneau pour le film Le Cousin.
En 1998, après s'être mariée avec son producteur et manager Philip Vanes, elle chante La Cour des grands avec Youssou N'Dour au Stade de France, pour la cérémonie d'ouverture de la Coupe du monde de football. Mais ce titre ne s'impose pas comme la rengaine la plus populaire de cette compétition.
Enceinte de sept mois de sa première fille, Janelle, elle s'entoure pour son premier spectacle soul et rhythm and blues (The Soul of Axelle Red : deux concerts au Sportpaleis d'Anvers et au Palais des Congrès de Paris) d'artistes renommés tels que Wilson Pickett, Sam Moore, Eddie Floyd, Percy Sledge et Ann Peebles ,. La même année, elle s'engage en faveur du concert de soutien à Amnesty International à Paris et publie un album espagnol, Con solo pensarlo.
Le 21 janvier 1999, Axelle Red donne naissance à sa première fille, Janelle Vanes. Elle reçoit la Victoire de la musique en tant qu'artiste féminine de l'année, et sort son troisième album, qu'elle écrit et produit. Toujours moi confirme son succès avec environ 600 000 albums vendus dans le monde. Elle repart ensuite en Asie, où elle a beaucoup voyagé lors de ses études, au Laos, l'un des pays d'Asie les plus pauvres, mais aussi en Thaïlande et au Cambodge. Après plus de 400 concerts en 2000, un premier disque live, intitulé Alive, et un DVD sont enregistrés lors de différentes étapes de sa tournée française.

### Années 2000
En 2002, elle interprète en duo avec Renaud le single Manhattan-Kaboul. Cette chanson, qui s'écoule à plus de 530 000 exemplaires, est le morceau le plus diffusé de l'année en France,,, et reçoit un NRJ Music Award.
Quelques mois plus tard, en novembre, sort son quatrième album, Face A/Face B, une coproduction avec Al Stone. Conséquence de ses nombreux voyages dans des pays défavorisés, cet album est plus engagé : extrémisme, anti-mondialisme, mines antipersonnel, enfants soldats, drogues… L'album déstabilise un peu le public mais atteint les 300 000 exemplaires vendus et est certifié disque de platine en Belgique,.
En 2003, le 24 juin, elle donne naissance à sa deuxième fille, Gloria Vanes. Un coffret contenant notamment des inédits et des duos avec Charles Aznavour, Francis Cabrel, Stephan Eicher, Sylvie Vartan, Arno et Tom Barman est commercialisé. Après avoir dû fuir les troubles au Congo en juin 2004, elle mène le mois suivant campagne au Niger avec l'UNICEF contre l'excision des femmes et les mariages d'enfants.
En 2005, elle donne naissance à sa troisième fille, Billie.
French Soul, sa première compilation, paraît avec les inédits Je pense à toi et J'ai fait un rêve, hommage à Martin Luther King, dont elle réalise elle-même les clips. Elle termine l'année par une visite éclair au Sri Lanka pour apporter l'aide de l'UNICEF aux populations touchées par le tsunami. En 2005, elle part au nord du Sénégal pour la campagne Make noise till Hong Kong de l'organisation française Oxfam France, où elle plaide pour un commerce équitable. En mai, elle participe à Genève avec Peter Gabriel et Youssou N'Dour au concert pour le soixantième anniversaire des Nations unies. Elle se manifeste également dans ces années 2000 par divers engagements humanitaires dont plusieurs sont évoqués dans son répertoire.
Le 6 septembre 2006, Axelle Red est faite chevalier de l’ordre des Arts et des Lettres par le Ministre de la Culture français. Elle participe aux Concerts 0110 contre l'intolérance et le racisme à Anvers et Bruxelles. Le 2 octobre 2006 paraît Jardin secret, son cinquième album. Enregistré dans les Royal Studios de Willie Mitchell à Memphis, il traite d'espoir, d'optimisme et de positivisme. Alors que l'opus connaît un succès en Belgique avec un triple disque de platine, il ne rencontre qu'un succès d'estime en France où il est malgré tout certifié disque d'or avec 70 000 copies écoulées.
En 2007, elle se rend pour la campagne Unicef Together, saving 4 million babies en Sierra Leone, cinq ans après la guerre civile. En mars, accompagnée du réalisateur cambodgien Rithy Panh, elle prend la parole au Festival du film et forum international sur les droits humains de Genève lors d'un débat consacré à la prostitution.

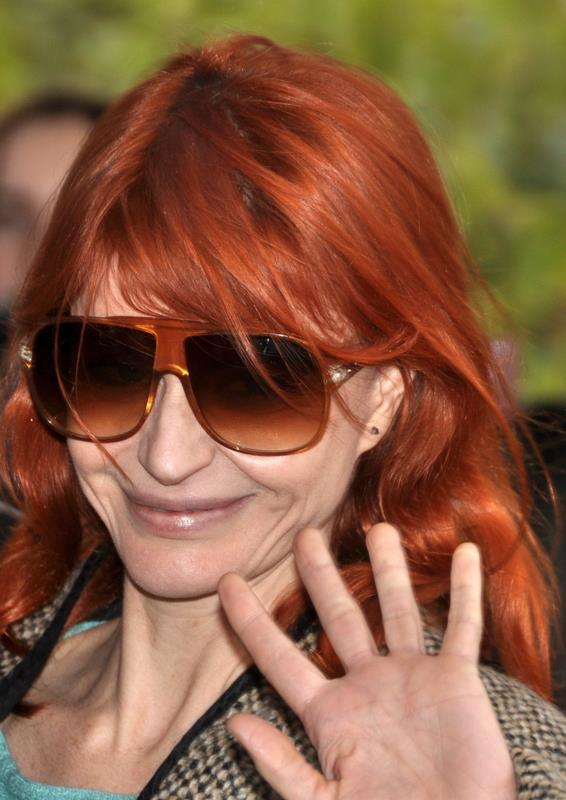
Axelle Red en avril 2013.

En décembre 2007, le roi Albert II de Belgique lui remet la distinction honorifique de commandeur de l'ordre de la Couronne pour son engagement social.
En mai 2008, l'Université de Hasselt la fait docteur honoris causa pour son engagement social en tant qu'artiste et militante des droits humains. À l'occasion de la journée internationale des femmes, elle est orateur invitée au Conseil de l'Europe, lors d'un débat consacré à la violence domestique. En 2009, elle écrit son premier album en anglais, Sisters and Empathy qui sort le 19 janvier. L'album est certifié disque d'or en Belgique.

### Années 2010
En 2011, paraît un nouvel album, Un cœur comme le mien, porté par le single La claque. Il est certifié disque d'or en Belgique. Après deux concerts en mai à Paris et à Bruxelles, une tournée est prévue, d'octobre 2011 à l'été 2012.
Rouge Ardent marque un retour à la soul pop. Présents sur l’album précédent, Gérard Manset auteur de Je te l’avais dit, Christophe Miossec et Stephan Eicher, en coécriture pour De mieux en mieux, tout comme Albert Hammond (Ce cœur en or, Je te l’avais dit) L’album est no 1 à sa sortie en Belgique et disque d’or en Belgique.
En parallèle à son actualité musicale, une exposition Axelle Red Fashion Victim est présentée jusqu’au 2 juin 2013 au Modemuseum de sa ville natale, Hasselt.
Elle intègre le jury de la troisième saison de The Voice van Vlaanderen diffusée de janvier à mai 2014 sur VTM. Le 30 octobre 2015 paraît The Songs (Acoustic), une compilation acoustique de reprises et de quelques titres originaux. Et en 2018, un nouvel album est diffusé, Exil.

## Discographie

### Singles
- 1983 : Little Girls / Little Girls (instrumental)
- 1985 : Back to Tokyo / Dancin' All Over the World
- 1989 : Kennedy Boulevard / Kennedy Boulevard (instrumental)
- 1990 : Kennedy Boulevard (club mix) / Kennedy Boulevard (remix) / Kennedy Boulevard (instrumental)
- 1991 : Aretha et moi (version maxi) / Aretha et moi / Roule
- 1993 : Je t'attends / Te Esperé
- 1993 : Sensualité / Sensualidad
- 1994 : Elle danse seule / Ode to Billie Joe
- 1995 : Le monde tourne mal / Le monde tourne mal (radio edit shaft mix) / Le monde tourne mal (shaft mix)
- 1996 : À tâtons / À tâtons (extended mix) / À tâtons (instrumental)
- 1996 : Rien que d'y penser
- 1997 : Mon café (The Coffee Song) /
- 1997 : Ma prière (single mix radio edit) / Ma prière / Ma prière (instrumental)
- 1998 : À quoi ça sert ? / Suspicious minds
- 1998 : La Cour des grands (hymne officiel de la Coupe du monde de football en duo avec Youssou N'Dour) / La Cour des grands (instrumental)
- 1998 : Rester femme / Rester femme (extreme mix) / Déjame ser mujér
- 1998 : Sensualidad
- 1999 : Ce matin
- 1999 : Faire des mamours
- 1999 : Parce que c'est toi
- 2000 : Bimbo à moi
- 2000 : J'ai jamais dit
- 2001 : Aretha et moi (live)
- 2002 : Je me fâche
- 2002 : Manhattan-Kaboul (avec Renaud)
- 2003 : Pas maintenant
- 2003 : Venez vers moi
- 2003 : Toujours
- 2004 : Gloria
- 2004 : Je pense à toi
- 2005 : J'ai fait un rêve / I Had a Dream
- 2006 : Changer ma vie
- 2006 : Temps pour nous
- 2006 : Si tu savais
- 2007 : Naïve
- 2007 : Romantique à mort
- 2009 : Livin' in a Suitcase
- 2009 : It All Comes Back to You
- 2009 : Song Called Chip
- 2011 : La Claque
- 2011 : Un cœur comme le mien
- 2011 : Présidente
- 2013 : Rouge ardent
- 2013 : Amour profond
- 2013 : Sur la route sablée
- 2013 : Quelque part ailleurs
- 2015 : Venez vers moi (Version acoustique)
- 2016 : Il y en a
- 2016 : Rouge Ardent (Version acoustique)
- 2017 : Who's Gonna Help You ?
- 2018 : Excusez-moi !
- 2018 : Signe ton nom
- 2018 : Quand le jour se lève
- 2018 : D'autres que nous (14 boulevard Saint-Michel) (avec Ycare)
- 2020 : I Don't Care (avec Ycare)
- 2020 : À toi (avec Ycare)
- 2023 : C'est my life, c'est ma vie

### Participations et titres isolés
- 1997 : Chanson de la sorcière et deux titres en duo sur l'album collectif Émilie Jolie
- 1999 : Son of a preacher man en duo avec Sylvie Vartan sur son album Irrésistiblement
- 2000 : Qui sait ? avec Anggun, Patrick Bruel, Stephan Eicher, Faudel, Peter Gabriel, Lââm, Lokua Kanza, Youssou N'Dour, Nourith, et Zucchero, sur l'album collectif Solidays pour l'association Solidarité sida
- 2000 : Noël à Paris en duo avec Charles Aznavour sur l'album collectif Noël ensemble
- 2002 : Manhattan-Kaboul en duo avec Renaud sur son album Boucan d'enfer
- 2003 : Abécédaire sur l'album Chansons d'Élie Semoun
- 2003 : Mon Dieu sur l'album collectif L'Hymne à la môme

## Vidéographie
- 2004 : French Soul (DVD comprenant le concert au Bataclan et l'intégrale de ses clips)
- 2007 : Le Tour de mon jardin secret (DVD de la tournée 2006/2007)

## Filmographie
Sauf indication contraire, les informations mentionnées dans cette section peuvent être confirmées par la base de données cinématographiques IMDb,  présente dans la section « Liens externes ».
Axelle Red joue le rôle d'Anna, une pianiste névrosée, dans le film belge Ellektra de Rudolf Mesdaght sorti en 2004.
Elle compose la chanson originale Le Temps des Barbies du film Miss Montigny (2005) de Miel Van Hoogenbemt, où est également réutilisé le titre Je pense à toi, extrait de son best-of French Soul.
Par ailleurs, plusieurs autres films et séries reprennent des chansons préexistantes d'Axelle Red dans leur bande-son. Alain Corneau utilise ainsi les titres À quoi ça sert et Rester femme dans son film Le Cousin (1997). Son tube Sensualité est notamment intégré à la bande-son des films On va s'aimer (2006) d'Ivan Calbérac et Le Rire (2020) de Martin Laroche, ou encore dans un épisode de la sitcom belge F.C. De Kampioenen en 1993. En 2003, le titre Toujours est utilisé dans un épisode de la série française Frank Riva. En 2018, un épisode de la série américaine Riverdale utilise la chanson Excusez-moi.

## Distinctions

### Décorations
- 2006 :  Chevalière de l'ordre des Arts et des Lettres (France)
- 2007 :  Commandeure de l'ordre de la Couronne

### Distinction
- 2008 : Docteure honoris causa de l'université de Hasselt[20]

### Récompenses
- 1999 : Victoires de la musique : meilleure artiste féminine de l'année
- 2002 : Ifpi Platinum Europe Awards pour 1 million d'exemplaires de l'album À Tâtons
- 2003 : Victoires de la musique de la chanson originale de l'année pour Manhattan-Kaboul
- 2003 : NRJ Music Awards
  - Meilleure chanson francophone pour Manhattan-Kaboul avec Renaud
  - Meilleur duo francophone avec Renaud
- 2007 : Straffe Madam' 2007 en Belgique
- 2008 : meilleure chanteuse belge Humo's Pop Poll
- 2008 : meilleur artiste de variété De Gouden Klaproos

### Nominations
- 1998 : Victoires de la musique dans la catégorie « Artiste féminine de l'année »
- 2001 : NRJ Music Awards pour l'artiste féminine de l'année
- 2003 : Victoires de la musique de l'artiste féminine de l'année